# محمود محمود

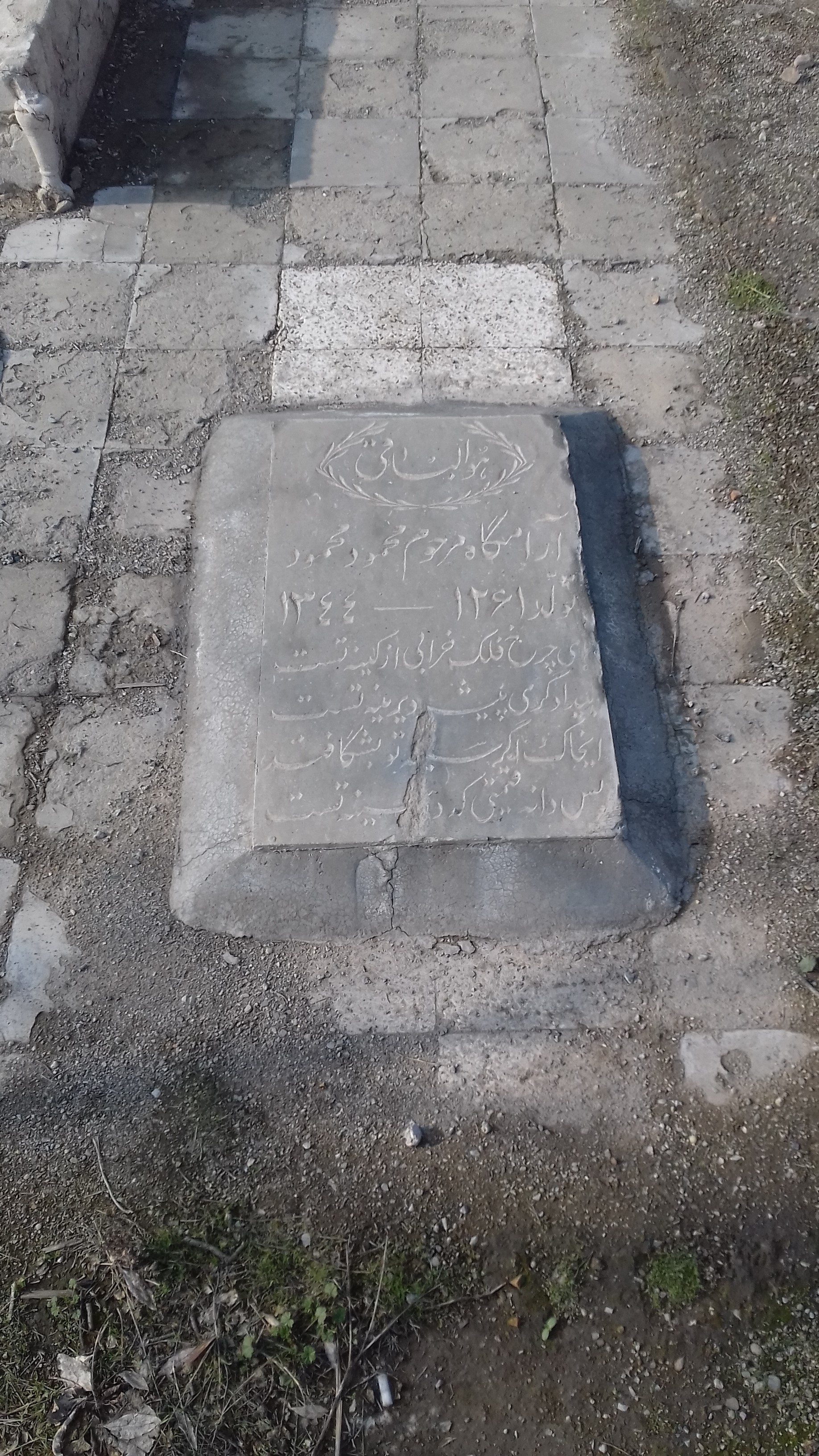
سنگ قبر محمود محمود در گورستان ابن بابوی شهر ری در مجاورت قبر میرزاده عشقی

محمود محمود (۱۲۶۱–۲۸ آبان ۱۳۴۴) با نام اصلی محمود پهلوی محقق، نویسنده، مترجم و از مِلّیون و آزادی‌خواهان پرحرارت و فعال صدر مشروطیت بود.

## زندگی
محمود تحصیلات قدیم را نزد استادان در تبریز، تهران و تحصیلات جدید را در مدرسه آمریکایی تهران به پایان رسانید. در اوایل مشروطیت در سلک آزادیخواهان درآمد. عضو حزب دموکرات گردید و در آن هنگام مقالاتی به طرفداری از آزادی و مشروطه در مجلهٔ «آینده» و روزنامهٔ «ستارهٔ ایران» می‌نوشت. مدتی به کارهای دولتی اشتغال ورزید و در وزارت پست و تلگراف مقاماتی را طی نمود. در اوایل سلطنت رضاشاه پهلوی مدتی سرپرست محصلین وزارت پست و تلگراف در اروپا بود. در ۱۳۲۴ پس از روی کارآمدن قوام‌السلطنه به استانداری تهران رسید و در دوره پانزدهم از نجف‌آباد وکیل شد. او سالخورده‌ترین نماینده این دوره از مجلس بود و به عنوان رئیس سنی مجلس را در ۲۵ تیر ۱۳۲۶ افتتاح کرد.
در تشکیل حزب دموکرات با قوام‌السلطنه همکاری نزدیک داشت و یکی از عوامل مؤثر حزب به‌شمار می‌رفت. پس از پایان دوره پانزدهم از کارهای سیاسی کناره گرفت؛ و به تحقیق و تتبع در تاریخ پرداخت. محمود در تنظیم و تألیف بعضی از کتب مورخین بعد از شهریور ۲۰ دست داشت.
محمود در اواخر عمر از نعمت بینایی محروم گشت. وی روز جمعه ۲۸ آبان ماه ۱۳۴۴ خورشیدی در سن ۸۴ سالگی درگذشت و در آرامگاه ابن بابویه مدفون است.
پرویز محمود، آهنگساز مشهور ایرانی نیز فرزند اوست. خود محمود نیز خواهرزاده عسگر گاریچی تبریزی صاحب بزرگترین مؤسسه حمل و نقل در اوایل مشروطیت بود.

### تغییر نام خانوادگی
در سال‌های آغازین ثبت نام خانوادگی قرار بود از ثبت نام‌های تکراری خودداری شود. محمود محمود نام «پهلوی» را برای خویش برگزیده بود. پس از آن که فروغی به رضاشاه پیشنهاد همان نام را برای نام خانوادگی خود داد و باخبر شدند که کسی قبل از او این نام را انتخاب کرده،محمود وادار شد آن نام‌خانوادگی را واگذار کند. او پس از آن نام خانوادگی دیگری نپذیرفت و به اعتراض نام خودش (محمود) را به عنوان نام‌خانوادگی انتخاب کرد.

## تاریخ روابط سیاسی ایران و انگلیس در قرن نوزدهم
کتاب «تاریخ روابط سیاسی ایران و انگلیس در قرن نوزدهم» در ۸ جلد از مهمترین تالیفات اوست. در مورد تألیف این کتاب چنین می‌نویسد:
«از سال ۱۳۰۷ برای تألیف تاریخ روابط سیاسی پس از تنظیم یادداشت‌های مورد اشاره مشغول نوشتن شدم. وقایع از نیمه دوم قرن سیزدهم میلادی مطابق اواخر قرن هفتم هجری است در آن ایام ایران تحت لوای امرای مغول بوده و ارغون شاه نواده هلاکو در آن حکومت می‌کرد و ادوارد اول نیز پادشاه انگلستان بود شروع و به معاهده سال ۱۹۰۷ روس و انگلیس و اثرات آن معاهده در ایران و اروپا و وقایع ایران در جنگ بین‌المللی اول ختم می‌شود؛ که در ۸ جلد بالغ بر سه هزار و دویست صفحه در دسترس گذاشته شده. یادداشت‌های زیادی راجع به نواحی مختلف ایران از کتب زیادی که از نویسندگان خارجی خصوصاً انگلیسی‌ها نوشته‌اند و دخالت‌های دولت انگلیس را در مدت یک قرن و نیم اخیر در نقاط مختلف از روی اسناد و مدارک تهیه شده‌است که اگر مجال و فرصت باشد در یک جلد به چاپ خواهد رسید. اینک نوبت من است که آنچه در مدت سی سال تهیه نموده‌ام به طبع رسانیده و در دسترس هموطنان خود بگذارم. در این عمل هیچ قصد و نیتی ندارم جز اینکه ملت ایران بداند در این مدت (یکصد و پنجاه سال) چه بر آنها گذشته‌است. از خداوند متعال توفیق می‌خواهیم این خدمت را به انجام برسانم.»
کتاب وی از منابع اصلی تاریخ روابط ایران و انگلیس در قرن نوزدهم و اوایل قرن بیستم پس از زایش است؛ با این حال به رغم این که وی در مقدمه خود وقایع نگاری کتاب را از قرن سیزده عنوان می‌کند، به دلایل نامعلومی کتاب با اشاره‌ای کوتاه به دوره مغولان و نگاهی اجمالی به تاریخ روابط دو کشور در دوره صفوی و زندیه شروع و از ابتدای دوره قاجار (قرن نوزدهم) شکل جدی و پر محتوا به خود می‌گیرد.

## کتابشناسی

### تالیفات
- «تاریخ روابط سیاسی ایران و انگلیس در قرن نوزدهم» (۸ جلد)
- آثار تربیتی در سه جلد با عنوان مستعار رسول نخشبی
  - «تعلیم و تربیت اطفال در خانواده»
  - «تعلیم و تربیت اطفال در مدارس»
  - «تربیت ایرانی برای جامعهٔ ایرانی»
- یک سلسله مقالات تحت عنوان «قربانی‌های هند» در روزنامه ستاره

### ترجمه‌ها
- «شهریار» اثر نیکولو ماکیاولی
- «جنگ نفت» تألیف آنتوان موهر استاد دانشگاه اسلو